# Бейнар, Георгий Александрович
Гео́ргий Алекса́ндрович Бейнар (1892—1943) — русский офицер, герой Первой мировой войны, участник Белого движения.
В 1913 году окончил Виленское военное училище, откуда выпущен был подпоручиком в 19-й стрелковый полк. 14 декабря 1913 года переведен в 148-й пехотный Каспийский полк, в рядах которого и вступил в Первую мировую войну. Был удостоен ордена Святого Георгия 4-й степени
За то, что 21-го апреля 1915 г., командуя ротой при наступлении на сильно укрепленную позицию противника на высоте Макувка, лично повел свою роту в атаку под сильным пулеметным и ружейным огнем, прорвался сквозь проволочные заграждения, выбил противника из окопов и взял с боя действующий против роты пулемет.
Произведен в поручики 4 января 1916 года, в штабс-капитаны — 24 июля 1916 года, в капитаны — 30 июля 1917 года со старшинством с 19 января 1917 года.
В Гражданскую войну участвовал в Белом движении на Юге России. Служил в Марковской дивизии в составе Вооруженных сил Юга России и Русской армии Врангеля вплоть до эвакуации Крыма. На 18 декабря 1920 года — капитан пулеметной команды Марковского полка в Галлиполи, осенью 1925 года — подполковник Марковского полка в Болгарии. В эмиграции в Югославии.
В годы Второй мировой войны служил в Русском корпусе. 15 февраля 1943 года, будучи тяжело раненным в бою с югославскими партизанами в районе города Косовска-Митровица, застрелился, чтобы не попасть в плен. Похоронен на военном кладбище в Косовской Митровице.

## Награды
- Орден Святой Анны 4-й ст. с надписью «за храбрость»;
- Орден Святой Анны 3-й ст. с мечами и бантом (ВП 14.03.1915);
- Орден Святого Георгия 4-й ст. (ВП 1.09.1915);
- Орден Святой Анны 2-й ст. с мечами (ПАФ 13.05.1917).